# John Langdon Down

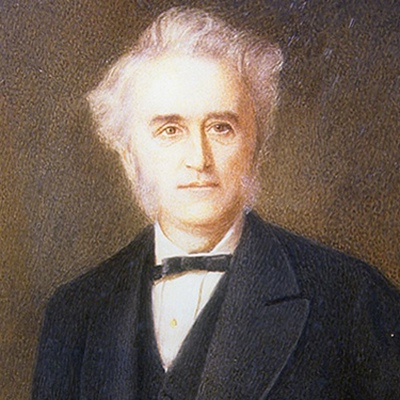
John Langdon Down

John Langdon Haydon Down, von ihm 1868 geändert zu John Haydon Langdon-Down (* 18. November 1828 in Torpoint, Cornwall; † 7. Oktober 1896 in Teddington, Middlesex), war ein britischer Arzt.
Auf ihn gehen unter anderem die Erstbeschreibungen des Williams-Beuren-Syndroms, des Prader-Willi-Syndroms und des nach ihm benannten Down-Syndroms (Trisomie 21) zurück. Letzteres beschrieb er im Jahre 1866 erstmals unter wissenschaftlich orientierten Gesichtspunkten und grenzte es von anderen Formen der geistigen Behinderung ab.

## Jugend und Ausbildung
John Langdon-Down war das siebte und jüngste Kind des Geschäftsmanns und Apothekers Joseph Almond Down und dessen Ehefrau Hannah Haydon. Nach dem Besuch verschiedener örtlicher Schulen arbeitete er zunächst von 1842 bis 1847 in dem elterlichen Geschäft in Torpoint mit, bevor er eine erste Ausbildung in London im Royal London Hospital und den Laboratorien der Pharmazeutischen Gesellschaft aufnahm. Eine geplante Studienreise nach Deutschland wurde durch Krankheit vereitelt, so dass Langdon-Down nach Hause zurückkehrte und am 12. Januar 1849 einen Apotheker-Lehrvertrag mit seinem Vater abschloss. Am 4. Oktober 1853 begann er schließlich ein Medizinstudium am Royal London Hospital und im Juni schrieb er sich an der Londoner Universität ein, wo er mehrfach mit Preisen ausgezeichnet wurde. Am 7. April 1856 qualifizierte er sich am Royal College of Surgeons als deren Mitglied (MRCS), am 13. November desselben Jahres legte er eine Prüfung vor der Apothekerkammer zum Licentiate of the Royal College of Surgeons of England (LSA) ab, 1858 bestand er sein zweites Universitätsexamen (MB) und 1859 promovierte er (MD) und wurde Mitglied des Royal College of Physicians (MRCP).

## Beruf
Am 23. Dezember 1859 wurde Langdon-Down als Assistenzarzt am London Hospital angenommen und am 3. Mai 1870 als Vollarzt angestellt. Ebenfalls war er seit 1859 Dozent an der Schule des Krankenhauses. 1888/1898 schied er aus dem aktiven Stab aus, stand aber noch als Konsultationsarzt zur Verfügung.
Er befasste sich schon früh mit Menschen mit Behinderungen und leitete von 1858 bis 1868 das Royal Earlswood Hospital in Redhill, in dem vorrangig Menschen mit geistiger Behinderung lebten. Dabei fielen ihm die typischen Symptome der Trisomie 21 auf, die er selbst zuerst als mongoloide Idiotie („Mongolian type of idiocy“) bezeichnete. Ab dem Jahr 1868 baute er in Normansfield ein Heim für geistig behinderte Menschen auf, in dem großer Wert auf die Förderung und Beschäftigung der Bewohner gelegt wurde. Nach seinem Tod wurde das Heim von seinen Söhnen weitergeführt.
Als James Edwin West am 27. September 1860 in Earlswood an Tuberkulose starb, waren John Langdon-Down und die Oberschwester anwesend.
Neben seiner Arbeit am London Hospital und als Leiter von Earlswood und später Normansfield führte der Arzt eine Praxis in dem Londoner Stadtteil Marylebone, zunächst in der Welbeck Street Nr. 47 und ab 1881 in der von Ärzten und Betreibern medizinischer Einrichtungen beliebten Harley Street Nr. 81.

## Familie
Langdon–Down heiratete am 10. Oktober 1860 Mary Crellin, die später die Tagesgeschäfte in Normansfield führte und dort für die Einstellung des Personals verantwortlich war. Das Ehepaar hatte vier Kinder:
- Everleigh Langdon (* Earlswood 18. Dezember 1861, † Normansfield 4. August 1883) war Leutnant bei der Hilfstruppe  23rd Surrey Militia und strebte eine Militärlaufbahn an. Über seinen Bildungsweg ist nichts bekannt. Er starb bei einer Auseinandersetzung mit seinem Bruder Reginald an einer Verwundung durch einen Beitel, was von den zuständigen Autoritäten als Unfall eingestuft wurde.
- Lilian Langdon (* Earlswood 21. April 1863, † Earlswood 1865) starb als Kleinkind nachdem sie vierzehn Tage lang an Konvulsionen gelitten hatte.
- Reginald Langdon-Down (* Earlswood 4. August 1866, † 29. Mai 1955) besuchte zunächst eine lokale Vorbereitungsschule, dann das berühmte Internat Harrow School und das Trinity College (Cambridge), bevor er Medizin studierte. Später übernahm er gemeinsam mit seinem Bruder Percival die Leitung von Normansfield und führte mit ihm die Arztpraxis des Vaters weiter. Aus der Ehe mit seiner ersten Frau, Jane Jarvie Cleveland, ging 1905 der Sohn John hervor, der das Down-Syndrom hatte. Er lebte als Privatpatient in Earlswood und starb dort 1970.
- Percival Langdon-Down (* Normansfield 6. Mai 1868, † 1925) genoss wie sein Bruder Reginald eine exklusive Ausbildung an der Harrow School und dem Trinity College. Gemeinsam mit ihm leitete er später Normansfield und führte die väterliche Praxis weiter. Sein Sohn Norman Langdon-Down (1905–1991) leitete Nomansfield bis 1970.

## Auszeichnungen und Stipendien

### London Hospital und seine Schule
- Wintersemester 1853/1854: Silbermedaille für Chemie, Silbermedaille für Chirurgie (Junior Class) und Ehrenurkunde für Chirurgie (Senior Class)
- Sommersemester 1854: Medaille für Botanik und Medaille für Materia Medica
- Wintersemester 1854/1855: Senior-Medaille für Medizin, Senior Medaille für Chirurgie, Medaille für forensische Medizin und Medaille für Geburtshilfe
- 1856: Goldmedaille für Medizin (Senior Class), Goldmedaille für Chirurgie (Senior Class), Goldmedaille für Geburtshilfe, Silbermedaille für forensische Medizin

### Universität London
- 1. Juni 1854: Preis für Chemie
- 1856: Stipendium und Goldmedaille für Materia Medica und pharmazeutische Chemie, Ehrung in Pflanzenanatomie und -physiologie
- 1858: Goldmedaille für Physiologie und vergleichende Anatomie

## Schriften
- Nature's ballance: a prize essay on the wisdom and beneficience of the Creator, as displayed in the compensation between the animal and vegetable kingdoms. London, Taunton 1853.
- Account of a case in which the corpus callosum and formix were imperfectly formned and the septum lucidum and commissura were absent. In: Transactions of the Royal Medical and Chirurgical Society. 1861.
- On the condition of the mouth in idiocy. In: The Lancet 1, 1862.
- On polysarcia and its treatment. In: London Hospital Medical Reports 1 (1864) S. 97–103.
- An account of a second case in which the corpus callosum was defective. In: Transactions of the Royal Medical and Chirurgical Society. 1866.
- Observations on an ethnic classification of idiots. In: London Hospital Clinical Lecture Reports. Band 3, 1866, S. 259–262 (online [abgerufen am 10. April 2010]).
- On idiocy and its relation to tuberculosis. In: The Lancet 2, 1867.
- A case of asymentric developed brain. In: Transactions of the Patholocical Society 1869.
- A case of microcephalic skull. In: Transactions of the Patholocical Society 1869.
- A case of arrested development. In: Transactions of the Patholocical Society 1869.
- A case of Addison's Disease of the Suprarenal Capsules. In: Transactions of the Patholocical Society 1869/1870 Nr. 21 S. 388–389.
- A case of marking on the nails after illness. In: Transactions of the Patholocical Society 1869/1870 Nr. 21 S. 409–410.
- On the relation of the teeth and mouth to mental development. In: Transactions of the Odontolocical Society 1871/1872 Nr. 4.
- On the education and training of the feeble in mind. London 1876.
- The obstetrical aspects of idiocy. In: Transactions of the Obstetrical Society 1876.